# 4643 Cisneros
4643 Cisneros è un asteroide della fascia principale. Scoperto nel 1990, presenta un'orbita caratterizzata da un semiasse maggiore pari a 2,3632338 UA e da un'eccentricità di 0,1993874, inclinata di 1,77503° rispetto all'eclittica.